# 天聖令
天聖令（てんせいれい）は、北宋の仁宗の天聖7年（1029年）に制定された令である。

## 概要
『宋会要輯稿』刑法一之四に、天聖7年5月18日に令30巻を刪定したこと、その際に唐の令を本として現在行われている規定の条文を元にして新制を定めて記載したこと、その後ろに現在行われていない規定を付随させたことが記されている。
天聖令はその後散逸していたが、1999年になって上海師範大学の戴建国が、寧波の天一閣に所蔵されている明代の写本の中に天聖令のうちの10巻が存在したことが確認されたことを発表した（「天一閣蔵明鈔本〈官品令〉考」『歴史研究』1999年3期）。戴建国は記載の官職名や避諱の用法から仁宗時代に遡ることができ、かつ『宋会要輯稿』の記述の合致から天聖令の写しであるとした。ただし、この時、戴建国が公表した部分は田令（巻21）・捕亡令（巻25）・賦役令（巻22）・雑令（巻30）のみであり、全面公開されたのは范欽（天一閣を創建した明代の人物）生誕500年事業として、天一閣博物館・中国社会科学研究院歴史研究所の共同事業として翻刻・出版される2006年のことであった（出版は中華書局）。なお、天聖令に記された原典となった唐令は開元25年（737年）の令であると考えられている。
唐令は現代において全く現存しておらず、令の研究については、『唐律疏議』や日本の『令義解』や『令集解』などをもとに復元を試みた仁井田陞『唐令拾遺』にもっぱら依存してきた（中国の学界では伝統的に律の研究の方が重視されていた）。天聖令の発見は一部とは言え失われた唐令の原文がまとまった形で発見されたということで中国の律令法研究に大きな影響を与えると考えられている。また、検討の結果、初唐から日本の律令（大宝律令・養老律令）のモデルとなったとされる永徽律令、そして天聖令の原典となる開元25年令までの間には新規の令の追加・挿入はあるものの原則的に同じ配列で令が編纂されていたと考えられ、天聖令と日本の養老令を比較することによって唐令の一部復元が可能になる、反対に養老令の中でも今日に伝わっていない医疾令・倉庫令が天聖令の中には含まれていることからその復元が可能になることが期待されている。実際に『政事要略』などの参考にして江戸時代以来今日まで続けられてきた日本の養老律令医疾令の復元案と天聖令の原典である開元25年令の間には唐の36条が日本では27条に整理されたこと以外に内容・排列ともに大きな差異が無かったことが確認されている。
ただし、その一方で現在確認されている天聖令は天一閣所蔵のもののみでかつ写本であることから、誤字脱字などが含まれていても判別つかない可能性があること、唐律・養老律令の復元作業においては日唐両国の国情の違い（日本側の事情によって排列の修正や条文の追加・修正が行われた事例）を考慮する必要がある。例えば、假寧令における節日の扱いが代表的なもので、唐では節日は休みとなるが、反対に日本では節会と呼ばれる儀式が実施されていた、といった具合である。

## 天一閣本天聖令の内容
カッコ内の数字は左から宋令として施行された条文数+現行で施行されていない旧唐令条文数、日本の養老令の条文数（推定含む）である。
- 巻21:田令（7+49、37）
- 巻22:賦役令（23+27、39）
- 巻23:倉庫令（24+22、22）
- 巻24:厩牧令（15+35、28）
- 巻25:関市令（18+9、27）
  - 附:捕亡令（9+7、15）
- 巻26:医疾令（13+22、27）
  - 附:假寧令（23+6、13）
- 巻27:獄官令（59+12、63） - 日本では「獄令」
- 巻28:営繕令（28+4、17）
- 巻29:喪葬令（33+5、17）
- 巻30:雑令（41+23、41）

## 関連文献
- 服部一隆「日本における天聖令研究の現状-日本古代史研究を中心に-」『古代学研究所紀要』第12巻、明治大学古代学研究所、2010年3月、31-52頁、CRID 1050857534499498624、hdl:10291/14760、ISSN 0915-969X。

- 丸山裕美子「（書評）天一閣博物館・中国社会科学院歴史研究所天聖令整理課題組校證著「天一閣蔵明鈔本天聖令校證 附唐令復原研究」」『法制史研究』第2007巻第57号、法制史学会、2007年、241–245頁、doi:10.5955/jalha.2007.241。